# Trần Kỷ (Đông Hán)
Trần Kỷ (chữ Hán: 陈纪, 129 – 199), tự Nguyên Phương, người huyện Hứa, quận Dĩnh Xuyên , là danh sĩ cuối đời Đông Hán trong lịch sử Trung Quốc.

## Cuộc đời
Cha Trần Kỳ là danh sĩ Trần Thực, nhờ đức hạnh mà nổi tiếng. Kỷ cũng nhờ đức hạnh mà nổi tiếng. Nhà họ Trần bấy giờ anh em hiếu thảo, đàn bà hòa thuận, khiến bọn sĩ phu hậu sinh hâm mộ phong khí của gia đình họ.
Vạ đảng cố nổ ra (166 – 168), Trần Thực cũng bị liên lụy, Kỷ phẫn nộ mà viết sách, có đến mấy vạn câu, đặt bút hiệu là Trần Tử. Vạ đảng cố tan đi, tứ phủ  mời gọi, Kỷ không nhận lời bất cứ nơi nào. Gặp lúc cha mất (187), Kỷ mỗi khi thương nhớ, liền nôn ra máu mà đứt hơi; dẫu đã mãn tang, nhưng đau xót quá độ khiến thân thể gầy yếu. Thứ sử của Dự Châu khen ngợi đức hạnh của Kỷ, dâng biểu lên Thượng thư, xin vẽ tranh của Kỷ để treo khắp trăm thành của châu.
Khi Đổng Trác tiến vào Lạc Dương, sai sứ đến tận nhà, bái Kỷ làm Ngũ quan trung lang tương; ông bất đắc dĩ nhận lời, đến kinh sư thì được thăng làm Thị trung. Sau đó Kỷ được ra làm Bình Nguyên tướng, đến gặp Trác để từ biệt. bấy giờ Trác muốn dời đô sang Trường An, bèn nói với Kỷ rằng: “Tam Phụ bằng phẳng, 4 mặt hiểm yếu, đất đai phì nhiêu, gọi là Lục Hải . Nay Quan Đông dấy binh, sợ Lạc Dương không thể ở mãi. Trường An vẫn còn cung thất, nay muốn sang tây thì sao?” Kỷ đáp: “Thiên hạ có đạo, thì khống chế được tứ di. Nên sửa đức chánh, để vỗ về những kẻ chưa quy phục. Di dời đấng chí tôn, nên là kế cuối cùng. Ngu ý cho rằng ngài nên bàn bạc với công khanh, tập trung tinh lực đối phó kẻ địch bên ngoài. Nếu có ai kháng mệnh, thì dùng vũ lực để lập oai. Nay Quan Đông dấy binh, dân không chịu nổi. Nếu khiêm nhường triều chánh, soái quân thảo phạt, thì dân chúng lầm than mới được bảo toàn. Nếu muốn dời hoàng đế để cầu an, cũng như đặt trứng ở chỗ cao, càng chông chênh càng nguy hiểm.” Trác rất phật lòng, nhưng kính phục danh vọng của Kỷ, nên không nói gì.
Bấy giờ triều đình đề nghị lấy Kỷ làm Tư đồ, nhưng ông thấy họa loạn sắp nổ ra, bèn không sửa soạn hành trang, lập tức đi quận Bình Nguyên để nhậm chức. Triều đình phát tỷ thư đuổi theo, bái Kỷ làm Thái phó, sau đó lại chinh về làm Thượng thư lệnh. Đầu niên hiệu Kiến An (196) thời Hán Hiến đế, Viên Thiệu nhường chức Thái úy cho Kỷ; ông không nhận, được bái làm Đại hồng lư.
Năm thứ 4 (199), Kỷ mất khi đang ở chức, hưởng thọ 71 tuổi.
Con ông là Trần Quần, làm đến chức Tư không nhà Tào Ngụy.

## Giai thoại

### Coi trọng hòa mục hơn lễ nghi
Đương thời Hoa Hâm dạy dỗ con em rất nghiêm khắc, dẫu ở nhà thì lễ nghi vẫn không khác gì nơi triều đường. Còn Kỷ với em trai Trần Kham chú trọng hòa mục yêu thương, trong gia đình không đặt ra nhiều phép tắc gây khó chịu.

### Tuổi nhỏ hiếu học
Nhà có khách đến chơi, Trần Thực sai Kỷ và Kham nấu cơm. Thực với khách nghị luận, Kỷ với Kham đều mãi nghe trộm, quên mở nắp nồi khiến cơm bị ninh nhừ thành cháo. Thực hỏi tại sao, hai anh em quỳ gối mà thú thực. Thực đòi Kỷ với Kham nhắc lại những gì đã nghe được, hai anh em trình bày nghĩa lý không sai chút gì, Thực vui vẻ nói: “Như thế này thì cháo cũng được, sao phải là cơm?” 

### Thần đồng đối đáp
Trần Thực có hẹn với người bạn lên đường vào lúc giữa trưa; quá giữa trưa, người bạn không đến, Thực rời nhà mà đi; sau khi Thực đi khỏi thì người bạn đến. Bấy giờ Kỷ mới lên 7, đang chơi trước cửa, người bạn của Thực hỏi: “Cha cháu ở đâu?” Kỷ đáp: “Đợi ngài mãi không đến, đã đi rồi.” Người bạn liền tức giận mà mắng rằng: “Không phải là người! Đã hẹn với người ta cùng đi, sao lại bỏ đi chứ!?” Kỷ nói: “Ngài với cha tôi có hẹn vào lúc giữa trưa, giữa trưa không đến, tức là vô tín, gặp con mắng cha, tức là vô lễ.” Người bạn xấu hổ, xuống xe muốn cầm tay Kỷ, nhưng ông quay lưng bỏ vào nhà, không ngoảnh lại.
Trần Thực bị Dĩnh Xuyên thái thú xử Khôn hình (hình phạt cắt tóc) . Có người hỏi Kỷ rằng: “Thái thú là người thế nào?” Đáp: “Là bậc cao minh.” Lại hỏi: “Cha của anh là người thế nào?” Đáp: “Là trung thần hiếu tử.” Người ấy nói: “Dịch chép: ‘Hai người đồng lòng, sắc bén chặt đứt kim loại; lời nói đồng lòng, mùi thơm cũng như hoa lan.’ Sao lại có bậc cao minh xử phạt trung thần hiếu tử như vậy?” Kỷ đáp: “Anh nói sằng bậy, nên tôi không trả lời.” Người ấy nói: “Anh chẳng qua uốn mình ra vẻ cung kính, thực ra không thể trả lời.” Kỷ nói: “Xưa Cao Tông đuổi hiếu tử Hiếu Kỷ , Doãn Cát Phủ đuổi hiếu tử Bá Kỳ , Đổng Trọng Thư đuổi hiếu tử Phù Khởi . Chỉ có ba người cha này là bậc cao minh, chỉ có ba người con này là trung thần hiếu tử.” Người ấy xấu hổ bỏ đi.
Kỷ lên 11 tuổi, đến thăm Viên công . Viên công hỏi rằng: “Cha anh ở Thái Khâu được xa gần khen ngợi, ông ấy đã làm gì vậy?” Kỷ đáp: “Cha già ở Thái Khâu, đối với kẻ mạnh thì vỗ về bằng đức, đối với kẻ yếu thì an ủi bằng nhân, khiến 4 cõi yên ổn, nên ngày càng được kính trọng.” Viên công lại hỏi: “Ta khi trước từng làm Nghiệp lệnh, cũng hành sự như thế, không rõ là cha anh bắt chước ta, hay ta bắt chước cha anh?” Kỷ đáp: “Chu công, Khổng tử không sanh cùng thời đại, dẫu đạo lý của họ như nhau, nhưng Chu công không làm thầy của Khổng tử, Khổng tử cũng không làm thầy của Chu công.” 

### Áo gấm chịu tang
Kỷ chịu tang cha, thương khóc quá độ, khiến bản thân gầy rạc. Mẹ Kỷ xót con, nhân lúc Kỷ ngủ say bèn lấy áo gấm trùm lên người ông. Quách Thái (郭泰) viếng tang thì trông thấy, nói rằng: “Anh là bậc tuấn tài trong nước, bốn phương trông vào, sao đang chịu tang, lại trùm áo gấm. Khổng tử nói: ‘Mặc áo gấm, ăn cơm trắng, làm sao yên lòng?’ Tôi thấy anh không được như vậy.” Thái rũ áo bỏ đi, sau đó hơn trăm ngày không có khách đến viếng nữa.

## Thành ngữ liên quan:
- Thành ngữ: 难兄难弟/nan huynh nan đệ
- Nguồn gốc: Con Kỷ là Trần Quần với con Kham là Trần Trung bàn về công đức của cha mình, tranh luận không định được hơn kém, bèn nhờ ông nội Trần Thực phân xử. Thực nói: “Nguyên Phương khó làm anh, Quý Phương (tức Kham) khó làm em.” [5]